# Editorial Lengua de Trapo
Lengua de Trapo es una editorial española; fue fundada en Madrid en 1995.

## Colecciones

### Nueva Biblioteca
Narrativa contemporánea en castellano, tanto española como americana. Es el mascarón de proa de la editorial. Hasta la fecha se han publicado 148 títulos.
Algunos autores incluidos en la colección: Rafael Reig, Iban Zaldua, F.M., Ronaldo Menéndez, Juan Aparicio-Belmonte, Alberto Olmos, Pepe Monteserín, Leticia Sigarrostegui, Jorge Berenguer Barrera, Nuria Labari y Guillermo Aguirre, ganador del Premio Lengua de Trapo 2009.

### Otras lenguas
Narrativa internacional traducida. Supera ya los 30 títulos.
Algunos autores son: Kjell Askildsen, Joel Egloff, Tonino Benacquista.

### Desórdenes
Colección de ensayo contemporáneo.
Algunos autores: Víctor Moreno, Escuela Contemporánea de Humanidades.

### Rescatados
Textos olvidados de interés actual.
Algunos autores: Benito Pérez Galdós, Zhou Xingsi, Pedro de Ribadeneyra.

## Premio Lengua de Trapo de Novela
| Edición | Año  | Obra                                            | Autor                            | País                              |
| ------- | ---- | ----------------------------------------------- | -------------------------------- | --------------------------------- |
| I       | 1995 | Picatostes y otros testos                       | Borja Delclaux                   | Bandera de España                 |
| II      | 1996 | Breve historia de la inmortalidad               | Antonio Álamo                    | Bandera de España                 |
| III     | 1997 | El orador cautivo                               | Carlos Eugenio López             | Bandera de España                 |
| IV      | 1998 | Tornados                                        | Jesús Torrecilla                 | Bandera de España                 |
| V       | 1999 | premio ex æquo: La piel de Inesa Silencios      | Ronaldo Menéndez Karla Suárez    | Bandera de Cuba · Bandera de Cuba |
| VI      | 2000 | Declarado desierto por el jurado                | Declarado desierto por el jurado | Declarado desierto por el jurado  |
| VII     | 2001 | El guerrero del crepúsculo                      | Hugo Burel                       | Bandera de Uruguay                |
| VIII    | 2002 | La obra literaria de Mario Valdini              | Sergio Gómez                     | Bandera de Chile                  |
| IX      | 2003 | Grillo                                          | José Machado                     | Bandera de España                 |
| X       | 2004 | Casi inocentes                                  | Pedro Ugarte                     | Bandera de España                 |
| XI      | 2005 | Caja negra                                      | Pablo Sánchez                    | Bandera de España                 |
| XII     | 2006 | El disparatado círculo de los pájaros borrachos | Juan Aparicio-Belmonte           | Bandera de España                 |
| XIII    | 2007 | La lavandera                                    | Pepe Monteserín                  | Bandera de España                 |
| XIV     | 2008 | La mujer calva                                  | Cristina Cerrada                 | Bandera de España                 |
| XV      | 2009 | Electrónica para Clara                          | Guillermo Aguirre                | Bandera de España                 |
| XVI     | 2010 | Celacanto                                       | Jimina Sabadú                    | Bandera de España                 |
| XVII    | 2011 | Alimento para moscas                            | Jon Obeso                        | Bandera de España                 |
| XVIII   | 2013 | El pájaro de hueso                              | María Carman                     | Bandera de Argentina              |
| XIX     | 2014 | Grietas                                         | Santi Fernández Patón            | Bandera de España                 |

## Premios que edita
- Premio de Arte Joven de la Comunidad de Madrid de novela.
- Premio de Narrativa Obra Social Caja Madrid.
- Premio de Ensayo Obra Social Caja Madrid.
- Premio Alfons el Magnànim 2013. Convocatoria Premios Valencia de Narrativa en castellano.